# Sam Blue
Simon Blewitt (né le 1959 à Newcastle upon Tyne, Angleterre) est un chanteur anglais, membre pour du groupe Burns Blue avec Vinny Burns en 2003. Il est un ex-vocaliste de Ultravox (1994-1996) et Samson en 1986.